# 沙丘草属
沙丘草属（学名：Timouria）是禾本科下的一个属。该属仅有沙丘草（Timouria saposhnikowii）一种，分布于中亚及中国内蒙和甘肃。